# رشته‌کوه آبخاز
رشته‌کوه آبخاز (به لاتین: Abkhaz Range) یک رشته‌کوه در گرجستان است. رشته‌کوه آبخاز ۳٬۰۲۶ متر بالاتر از سطح دریا واقع شده‌است.